# Henry Bermúdez
Henry Eliézer Bermúdez Solano (Santa Rosa de Aguan, Colón, Honduras; 1 de mayo de 1987) es un futbolista de nacionalidad hondureña. Juega de defensa, y su equipo actual es el Universidad SC de la Primera División de Guatemala.

## Clubes
| Club           | País      | Año           |
| -------------- | --------- | ------------- |
| Victoria       | Honduras  | 2008-2009     |
| Olimpia        | Honduras  | 2009-2014     |
| Victoria       | Honduras  | 2014-2015     |
| Vida           | Honduras  | 2016          |
| Universidad SC | Guatemala | 2016-presente |

- Datos: Q10453034